# گازپروم بانک
گازپروم بانک (به انگلیسی: Gazprombank) شرکت خدمات مالی و بانکداری روسی است، که هم‌اکنون به‌عنوان سومین بانک بزرگ در فدراسیون روسیه شناخته می‌شود. فعالیت‌های این بانک بر ارائه خدمات بانکداری خرد، بانکداری شرکتی، مدیریت دارایی و بانکداری سرمایه‌گذاری متمرکز است.
بانک گازپروم در سال ۱۹۹۰ به‌عنوان بازوی ارائه خدمات مالی و بانکداری شرکت گازپروم تأسیس شد و هم‌اکنون دارای شبکه‌ای از ۲۶۰ شعبه بانک و ۴۳ دفتر خدماتی در کشورهای روسیه، بلاروس، اوکراین، سوئیس، مغولستان، هند و چین می‌باشد.
شعبه مرکزی بانک گازپروم در شهر مسکو قرار دارد. الکسی میلر (مدیرعامل کنونی گازپروم) ریاست هیئت مدیره این بانک را در اختیار دارد.